# Michael Nouri
Michael Nouri (ur. 9 grudnia 1945 w Waszyngtonie) – amerykański aktor telewizyjny i filmowy.

## Życiorys

### Wczesne lata
Urodził się w Waszyngtonie jako syn Glorii (z domu Montgomery) i Edwarda Nouriego,biznesmena  pracującego dla Life Insurance – systemu produkcyjnego dla ubezpieczeń na życie. Jego matka ma irlandzkie pochodzenie, a jego ojciec urodził się w Bagdadzie w Iraku. Uczęszczał do Avon Old Farms School w Avon, w stanie Connecticut oraz Rollins College w Winter Park, na Florydzie. Ukończył Emerson College w Bostonie.

### Kariera
Swoją filmową karierę rozpoczął od udziału w kinowej adaptacji powieści Philipa Rotha Goodbye, Columbus (1969) z udziałem Jaclyn Smith, z którą spotkał się na planie adaptacji telewizyjnych NBC powieści Sidneya Sheldona Gniew aniołów-kontynuacja (1986) oraz w teledramacie detektywistycznym MGM W herbie mordercy (In the Arms of a Killer, 1992). Za kreację detektywa Toma Becka w filmie sensacyjnym Jacka Sholdera Ukryty (The Hidden, 1987) z Kyle’em MacLachlanem był nominowany do nagrody Saturna w kategorii najlepszy aktor i został uhonorowany  hiszpańską nagrodą w Sitges.
Można go było dostrzec w serialu NBC Somerset (1974-75) jako Toma Conwaya, operze mydlanej CBS Search for Tomorrow (1975-78) w nominowanej do nagrody Emmy roli Steve’a Kaslo, serialu CBS Downtown (1986-87) jako detektyw John Forney, sitcomie Miłość i wojna (Love & War, 1993) w roli Kipa Zakarisa, operze mydlanej CBS Żar młodości (The Young and the Restless, 2004–2005) jako Elliot Hampton.
Sławę zdobył rolą Nicka Hurleya, przyjaciela Alex Owens (Jennifer Beals) w musicalu Adriana Lyne Flashdance (1983). W dramacie ABC Dwie kobiety (Between Two Women, 1986) z Farrah Fawcett starał się pogodzić swoją żonę ze swoją matką. Zagrał postać zakochanego kardiochirurga melodramacie NBC wg bestsellerowej powieści Danielle Steel Koleje losu (Changes, 1991) u boku Cheryl Ladd. W serialu Fox Życie na fali (The O.C., 2004–2007) wystąpił jako dr Neil Roberts, ojciec Summer Roberts (Rachel Bilson).
Zajmuje się także dubbingiem. Użyczył swojego głosu w serialu animowanym Historie biblijne Daniel i lwia jama (The Greatest Stories of the Bible – Daniel and the Lion’s Den, 1986).

## Życie prywatne
Był dwukrotnie żonaty; z Lynn Goldsmith (1977–1978) i Vicki Light (1986-2001). Ma dwie córki – Jennifer i Hannah. Spotykał się z Romą Downey (2003) znaną z serialu Dotyk anioła.

## Filmografia

### Filmy fabularne
| Rok  | Tytuł                                                               | Rola                    | Reżyser              |
| ---- | ------------------------------------------------------------------- | ----------------------- | -------------------- |
| 1969 | Goodbye, Columbus                                                   | Don Farber              | Larry Peerce         |
| 1977 | Kontrakt na Wiśniowej Ulicy (on Cherry Street, TV-NBC)              | Lou Savage              | William A. Graham    |
| 1981 | Gangster Wars                                                       | Charles „Lucky” Luciano | Richard C. Sarafian  |
| 1983 | Flashdance                                                          | Nick Hurley             | Adrian Lyne          |
| 1986 | Gniew aniołów-kontynuacja (Rage of Angels: The Story Continues, TV) | James Moretti           | Paul Wendkos         |
| 1986 | Dwie kobiety (Between Two Women, TV)                                | Harry Petherton         | Jon Avnet            |
| 1986 | Kreator (The Imagemaker)                                            | Roger Blackwell         | Hal Weiner           |
| 1987 | Ukryty (The Hidden)                                                 | Tom Beck                | Jack Sholder         |
| 1990 | Kapitan Ameryka (Captain America)                                   | Pułkownik Louis         | Albert Pyun          |
| 1991 | Koleje losu (Changes, TV)                                           | Peter Hallam            | Charles Jarrott      |
| 1992 | W herbie mordercy (In the Arms of a Killer, TV)                     | Brian Venible           | Robert L. Collins    |
| 1993 | Amerykański Yakuza (American Yakuza)                                | Dino Campanela          | Frank Cappello       |
| 1994 | Wewnętrzny niepokój II (Inner Sanctum II)                           | Bill Reed               | Fred Olen Ray        |
| 1994 | Niebezpieczny ładunek (Fortunes of War)                             | Ks. Aran                | Thierry Notz         |
| 1995 | Hologram Man                                                        | Edward Jameson          | Richard Pepin        |
| 2000 | Szukając siebie (Finding Forrester)                                 | Dr Spence               | Gus Van Sant         |
| 2012 | Lada dzień (Any Day Now)                                            | Miles Dubrow            | Travis Fine          |
| 2013 | Labirynt zbrodni (Hunt for the Labyrinth Killer, TV)                | Galen Anderson          | Hanelle M. Culpepper |

### Seriale TV
| Rok       | film fabularny/serial TV                                                                               | Rola                                   |
| --------- | --- | -------------------------------------- |
| 1974-75   | Somerset                                                                                               | Tom Conway                             |
| 1975-78   | Search for Tomorrow                                                                                    | Steve Kaslo                            |
| 1983      | Bay City Blues                                                                                         | Joe Rohner                             |
| 1986      | Opowieści biblijne: Daniel i lwia jama (The Greatest Stories of the Bible – Daniel and the Lion’s Den) | głos                                   |
| 1986-87   | Downtown                                                                                               | detektyw John Forney                   |
| 1993      | Miłość i wojna (Love & War)                                                                            | Kip Zakaris                            |
| 1995      | Prawo Burke’a (Burke’s Law)                                                                            | Judd Timmons                           |
| 1997      | Prawo i bezprawie (Law & Order: Trial by Jury)                                                         | Dr Donald Cosgrove                     |
| 2000      | Dotyk anioła                                                                                           | Greg                                   |
| 2003      | Prawo i porządek: Zbrodniczy zamiar (Law & Order: Criminal Intent)                                     | Henry Webster                          |
| 2003      | Bez pardonu                                                                                            | Agent FBI Spencer                      |
| 2003      | Dotyk anioła                                                                                           | Carl Northum                           |
| 2004      | Kancelaria adwokacka (The Practice)                                                                    | Dwight Haber                           |
| 2004      | Star Trek: Enterprise                                                                                  | Arev / Syrran                          |
| 2004      | Prezydencki poker (The West Wing)                                                                      | Roy Turner                             |
| 2004      | Dowody zbrodni (Cold Case)                                                                             | Kyle Silver                            |
| 2004–2005 | Żar młodości (The Young and the Restless)                                                              | Elliot Hampton                         |
| 2004–2007 | Życie na fali (The O.C.)                                                                               | Dr Neil Roberts, ojciec Summer Roberts |
| 2006      | CSI: Kryminalne zagadki Nowego Jorku (CSI: NY)                                                         | Denney Lancaster                       |
| 2007      | Bez śladu (Without a Trace)                                                                            | Byron Carlton                          |
| 2007      | Bracia i siostry (Brothers & Sisters)                                                                  | Milo Peterman                          |
| 2007      | Prawo i porządek: Zbrodniczy zamiar (Law & Order: Criminal Intent)                                     | Elder Roberts                          |
| 2007–2011 | Układy (Damages)                                                                                       | Phil Grey                              |
| 2009–2010 | Poślubione armii (Army Wives)                                                                          | Generał Ludwig                         |
| 2010      | Miecz prawdy (Legend of the Seeker)                                                                    | Frederick Amnell                       |
| 2010–2011 | Wszystkie moje dzieci (All My Children)                                                                | Caleb Cooney                           |
| 2011      | Dr House (House)                                                                                       | Thad Barton                            |
| 2013      | Anatomia prawdy (Body of Proof)                                                                        | Daniel Russo                           |
| 2013      | Mroczne zagadki Los Angeles (Major Crimes)                                                             | Kongresmen Steven Keller               |
| 2014      | Byli (The Exes)                                                                                        | A.J. Cooper                            |
| 2015      | Incydent (The Slap)                                                                                    | Thanasis Korkoulis, adwokat Harry’ego  |